# Bonavigo, Verona
Bonavigo là một đô thị ở tỉnh Verona trong vùng Veneto của Ý, có cự ly khoảng 80 km về phía tây của Venice và khoảng 30 km về phía nam của về phía đông của Verona. Tại thời điểm ngày 31 tháng 12 năm 2004, đô thị này có dân số 1.990 người và diện tích là 17,8 km².
Đô thị Bonavigo có các frazioni (các đơn vị trực thuộc, chủ yếu là các làng) Bonavigo and Orti e Pilastro.
Bonavigo giáp các đô thị: Albaredo d'Adige, Angiari, Legnago, Minerbe, Roverchiara, và Veronella.